# Massimo Carnevale
Massimo Carnevale (Roma, 1967) è un fumettista e illustratore italiano.

## Carriera
Ha esordito nel 1987 per le edizioni Cioè e Tattilo, per poi entrare a far parte degli autori dell'Eura Editoriale. Ha pubblicato la sua prima copertina sul settimanale Skorpio nel 1990 (sul numero 42) e la seconda per Lanciostory nello stesso anno (sul numero 46). Oltre ad alcune copertine dei settimanali, è il copertinista ufficiale dei mensili Dago, Martin Hel e John Doe.
Ha realizzato anche storie complete, alcune delle quali portano la sua firma anche ai testi: Ultimo ballo di plenilunio (Lanciostory n. 10, 1993), Teodora (Lanciostory n. 52, 1993), La Filastrocca (Lanciostory 29 del 1994), Attenti al lupo (Skorpio n. 30 del 1994), Al rogo (Skorpio n. 52, 1996), Lasciate che il pargolo... (Lanciostory n. 50, 1996). Altre sono nate su testi di Luca Raffaelli: L'uomo senza memoria, Buffi pacchi e Un minuto al giorno. Ha lavorato anche su testi di Pereira La mascotte (Skorpio, 1993), di Slavich La strada finale (Lanciostory, 1994), di Dempsey Fugace Eternità (Lanciostory, 1994) e di Mazzitelli Sulla Vetta (Skorpio, 1995).
Dal 1994 al 1995 ha collaborato con il mensile Arthur King della casa Editrice Cierre.
Ha una sorta di sodalizio artistico con lo sceneggiatore Lorenzo Bartoli, con cui ha realizzato gran parte delle sue opere. Di Bartoli ha disegnato diverse storie e racconti brevi: Sempre il mare (Skorpio n. 5, 1997), Amore e Guerra (Lanciostory n. 43, 1996), e Uomini e topi e Il dono di Eric, questi ultimi raccolti anche in volumi. E ancora, Un tipo geloso (Lanciostory n. 32, 1998), L'ultimo sapiente (Skorpio n. 18, 1999), Il pesce più grosso (Skorpio n. 19, 1998), Don Chisciotte 2140 (Lanciostory n. 13, 1998), "Teenage-Movie" (Skorpio n. 1, 2004), "Un lavoro creativo" (Skorpio n. 9, 2004), "La domanda" (Skorpio n. 14, 2004), "Sulla strada" (Skorpio n. 36, 2004), Un italiano, un francese e un americano (Lanciostory numeri 15-18, 2005) e molte altre raccolte nei due volumi I colori di Carnevale. Nel 2003 nasce il mensile a fumetti John Doe, sceneggiato sempre da Bartoli (in coppia con Roberto Recchioni), di cui ha elaborato l'aspetto grafico dei personaggi e disegna le copertine. Dal numero 17 (ottobre 2006) è diventato il copertinista di Detective Dante, sempre opera di Bartoli e Recchioni.
Nel 2006 esce per Edizioni BD - Alta Fedeltà il fumetto horror western Garrett, Massimo Carnevale è il copertinista ufficiale di questa miniserie di quattro volumi.
Per il mercato statunitense, dal numero 23 realizza le cover di Y - L'ultimo uomo sulla Terra edito dalla DC Comics, sotto l'etichetta Vertigo.
Dal 2007 inizia la collaborazione con Sergio Bonelli Editore e realizza con la sceneggiatura di Roberto Recchioni “Fuori Tempo Massimo” per il n° 1 di Dylan Dog Color Fest e Dylan Dog numero 280 “Mater Morbi”. Con i testi di Lorenzo Bartoli “Una situazione Pesante” per Dylan Dog Color Fest Humor. Sempre per la Vertigo dal 2007 illustra le copertine di Northlanders. Copertinista anche della serie di Stephen King “The Talisman” della casa editrice Del Rey. Per la Dark Horse ha pubblicato copertine per Terminator 2029 e per Mass Effect: evolution. Ancora per la Dark Horse realizza 12 copertine per Orchid scritto da Tom Morello e Conan The Barbarian di Brian Wood.

## Premi e riconoscimenti
Carnevale ha ottenuto diversi riconoscimenti per la sua attività.
- 1997: Lucca Comics – Menzione Speciale
- 2000: Reggio Emilia – Premio ANAFI
- 2000: Roma (Romics) - Premio Caran D'Ache come Miglior Illustratore
- 2001: Lucca – Miglior volume a fumetti d'autore italiano Il Dono di Eric
- 2003: Lucca – Premio Fumo di china come Miglior Copertinista
- 2005: Napoli (Comicon) – Premio Attilio Micheluzzi come Miglior Disegnatore
- 2005: Milano (Comiconvention) - Premio Ayaaaak come Miglior Copertinista
- 2005: Milano - Premio Cocco Bill come Miglior Disegnatore
- 2006: Premio Nuvole – Miglior Copertina Italiana John Doe n. 21
- 2006: Bologna (Bologna Comics) - Premio Ayaaaak come Miglior Copertinista
- 2006: Lucca Comics – Premio Fumo di china come Miglior copertinista[1]
- 2007: Milano (Cartoomics) - Premio Ayaaaak come Miglior Copertinista.
- 2008: Milano (Cartoomics) - Premio Ayaaaak come Miglior Copertinista.
- 2008: Lucca Comics - Premio Gran Guinigi come Miglior Disegnatore.
- 2009: Mantova - Comicus Prize come Miglior copertinista italiano.
- 2009: Milano (Cartoomics) - Premio Ayaaaak come Miglior Copertinista.
- 2011: Mantova - Comicus Prize 2001-2010 - Miglior copertinista italiano.